# Население на Парагвай
Населението на Парагвай през 2018 година е 7 052 983 души.

## Възрастов състав
(2007)
- 0-14 години: 37,2% (мъжe 1 262 408 / жени 1 220 809)
- 15-64 години: 57,7% (мъже 1 933 559 / жени 1 915 033)
- над 65 години: 5,1% (мъже 155 660 / жени 181 617)

## Коефициент на плодовитост
- 2007 – 3,84
- 2020 – 2,41

## Расов състав
- 95% – метиси
- 3% – индианци
- 1% – бели
- 1% – азиатци

## Език
Официални езици в страната са испанският и гуаранският.

## Религия
(2002)
- 96,7% – християни (89,6% - католици, 6,2% - протестанти, 1,1% – други)
- 1,9% – други
- 1,1% – атеисти